# Torontos spårväg
Toronto har haft spårvägstrafik sedan 1861. Spårvidden är 1 495 mm.
Spårvägen i Toronto är det största spårvägsnätet i Kanada och i hela Nordamerika. Spårvägen trafikeras med fordon som saknar lågt insteg. 

## Vagnpark
Från år 2014 används även spårvagnar av typen Flexity Outlook från Bombardier. Den första prototypen anlände år 2012 och efter omfattande tester togs de första spårvagnarna i drift den 31 augusti 2014. Den sista av beställningen på 204 spårvagnar levererades i januari 2020.
TTC använde PCC-spårvagnar i reguljär trafik fram till mitten av 1990-talet.

## Bildgalleri

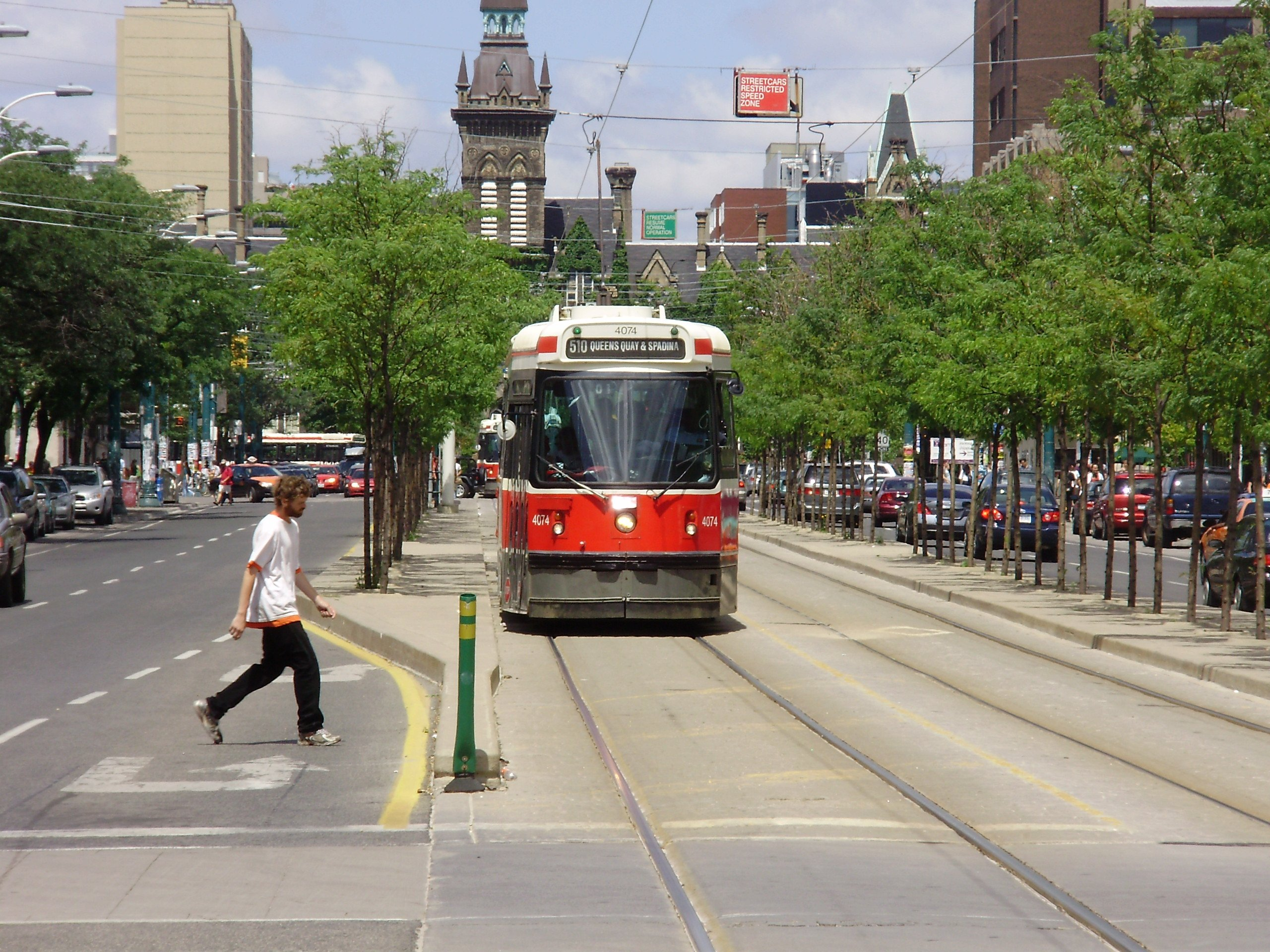
Spårvägstrafiken återinfördes 1990 på Spadina Avenue.
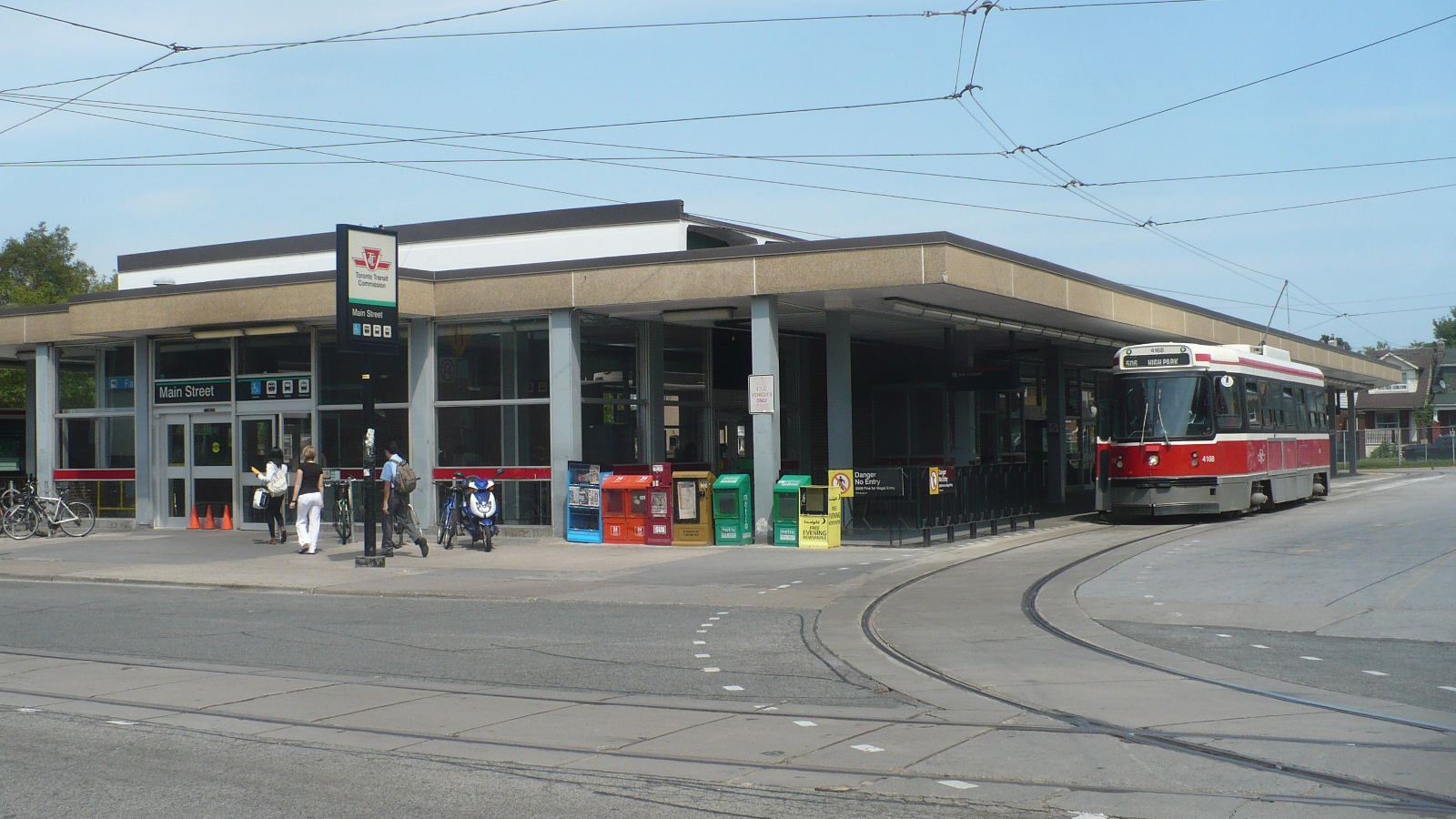
Anslutning till tunnelbanestationen Main Street.
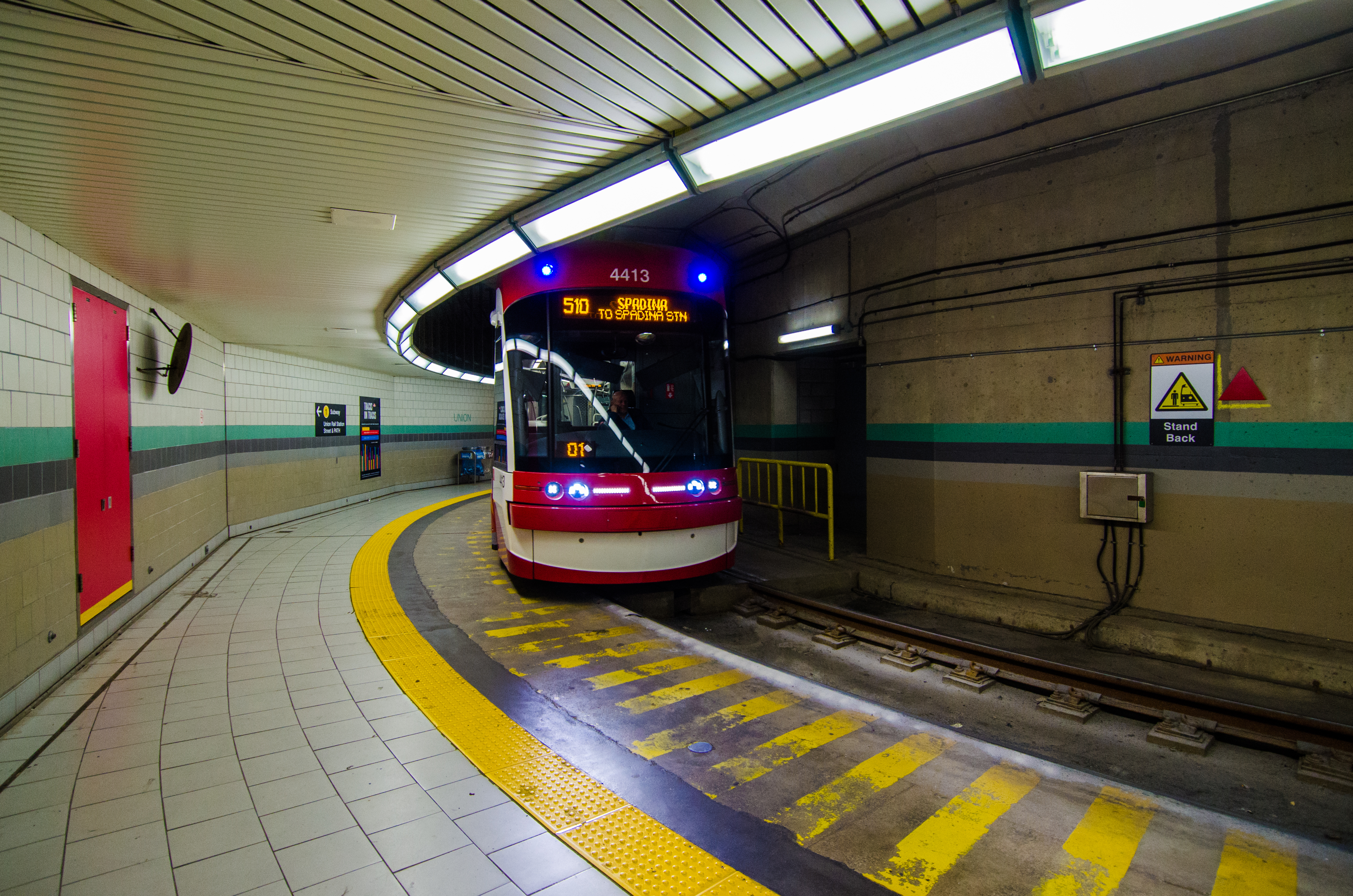
Hållplatsen Union Station i en underjordisk vändslinga.
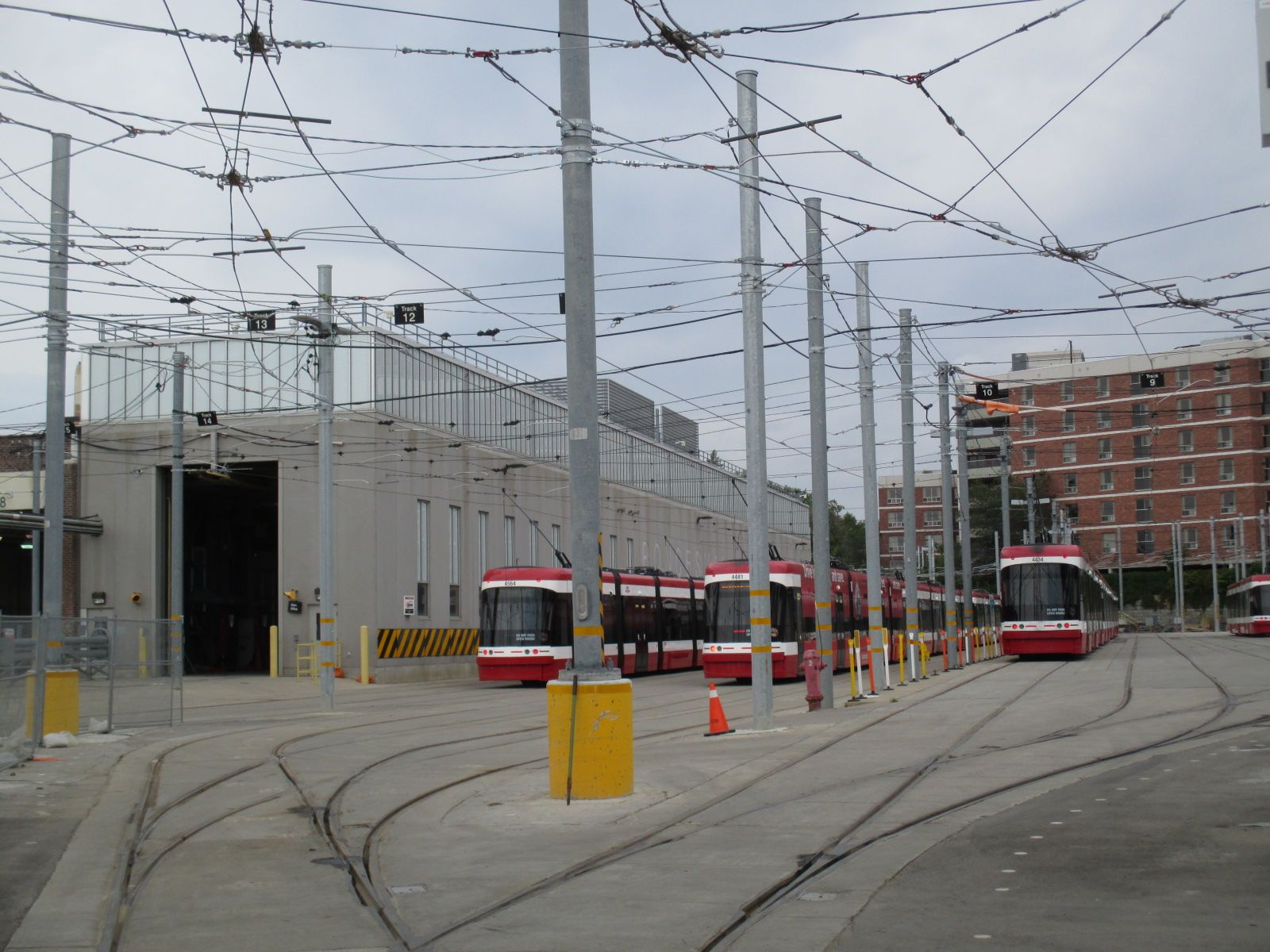
Flexity Outlook spårvagnar utanför vagnhallen Roncesvalles.
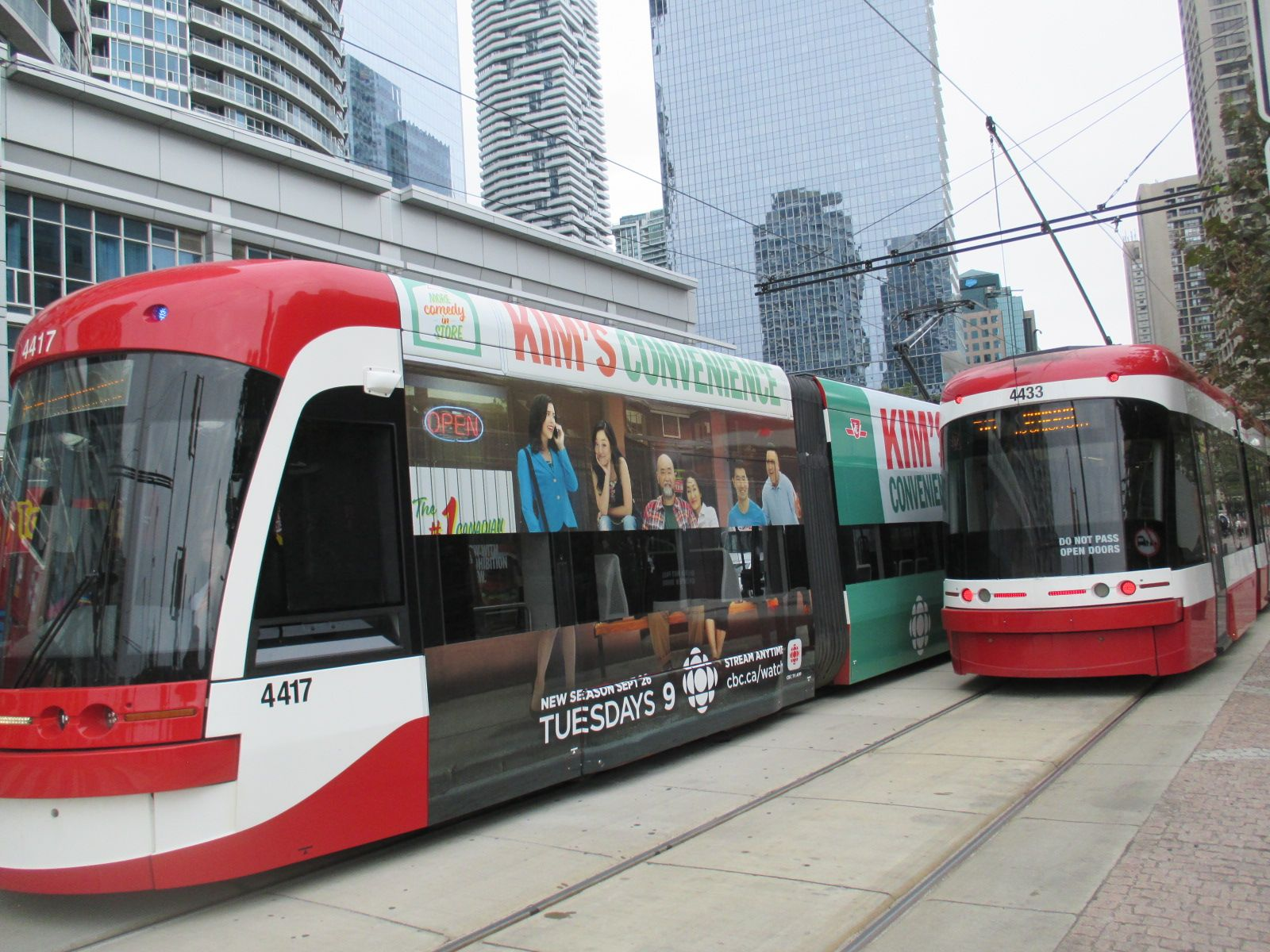
Toronto har på senare år konverterat strömavtagare från trolleystång till pantograf.
Toronto hade länge det största antalet PCC-vagnar i drift i hela världen, inklusive många som köpts begagnade från städer i USA, som lagt ned sina nät.